# Deodat van der Mont

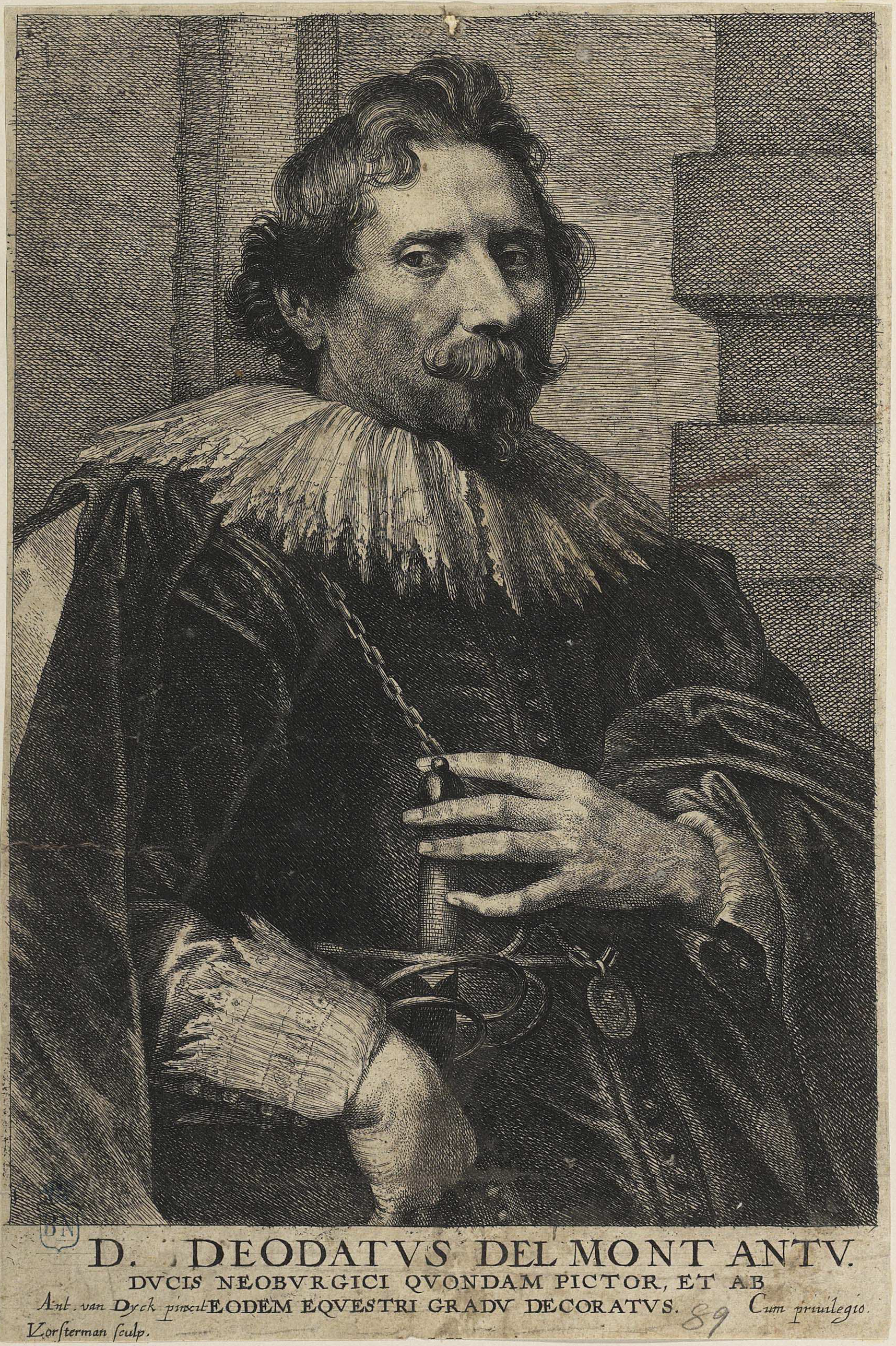
Retrato de Deodat van der Mont grabado a buril y aguafuerte por Lucas Vorsterman I según dibujo de Anton van Dyck, 1645, Madrid, Biblioteca Nacional de España, Icones principum, ER/122 (90)

Deodat van der Mont o Deodat Delmont (Sint-Truiden, 1582-Amberes, 1644) fue un pintor barroco flamenco, discípulo de Peter Paul Rubens y pintor del duque de Neoburgo.

## Biografía
Bautizado el 24 de septiembre de 1582, Deodat van der Mont es el primer discípulo conocido de Rubens, a quien acompañó en su viaje a Italia donde residió entre 1600 y 1608.
Entre 1608 y 1644 figura inscrito como maestro en el gremio de San Lucas de Amberes aunque aún trabajaría durante algún tiempo para Rubens, cuyo primer estilo clasicista se manifiesta en las escasas obras conocidas del discípulo, tanto en las de asunto religioso, como la Transfiguración (Amberes, Koninklijk Museum), como en las de tema mitológico.

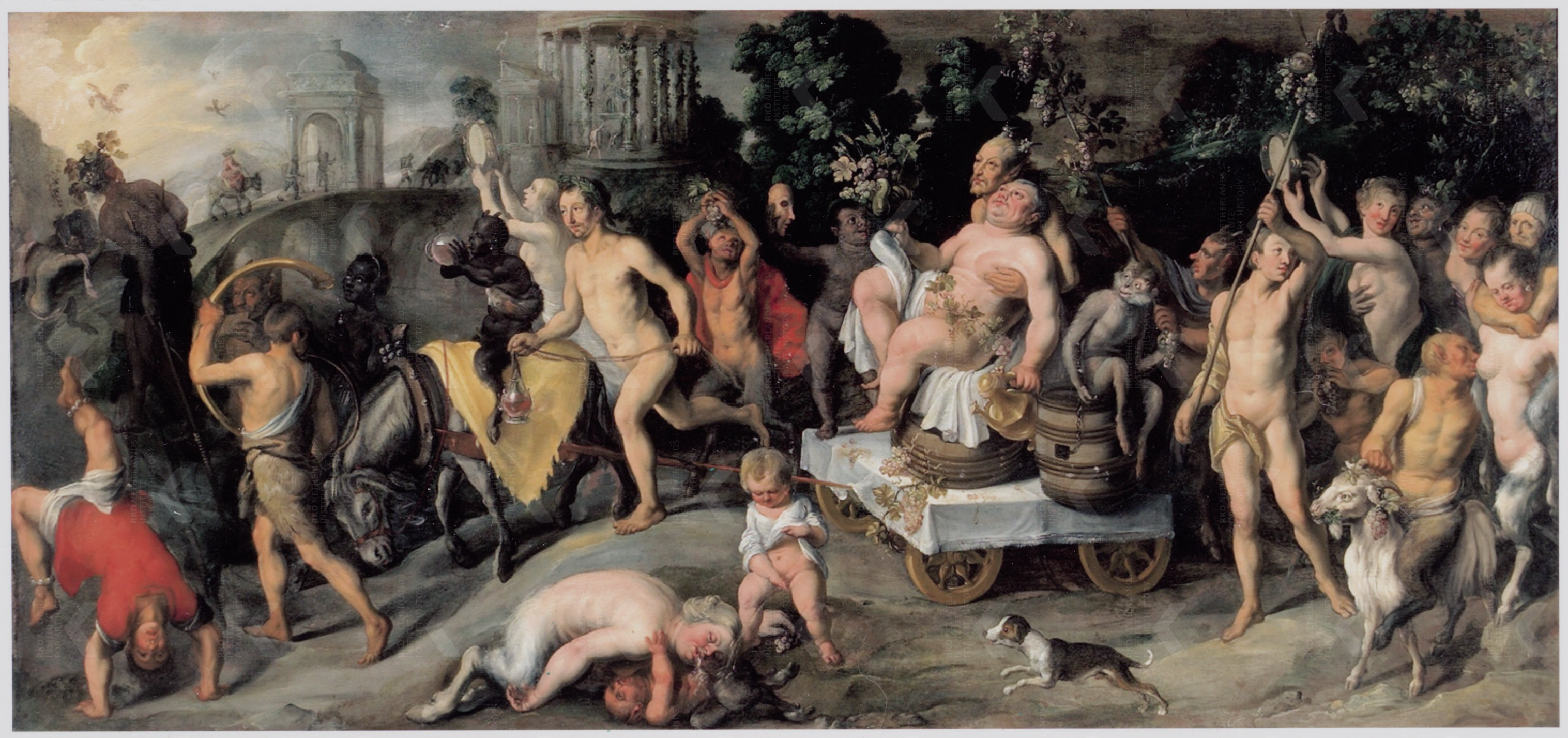
El triunfo de Baco, óleo sobre lienzo, 120 x 254 cm. Venta en Dorotheum, Viena, octubre de 2002.